# Linea Hanshin Namba
La  Linea Hanshin Namba (阪神なんば線?, Hanshin-Nanba-sen) è una ferrovia delle Ferrovie Hanshin a scartamento normale che collega le stazioni di Ōsaka Namba a Osaka e Amagasaki, nella città omonima passando a ovest del centro di Osaka.

## Servizi

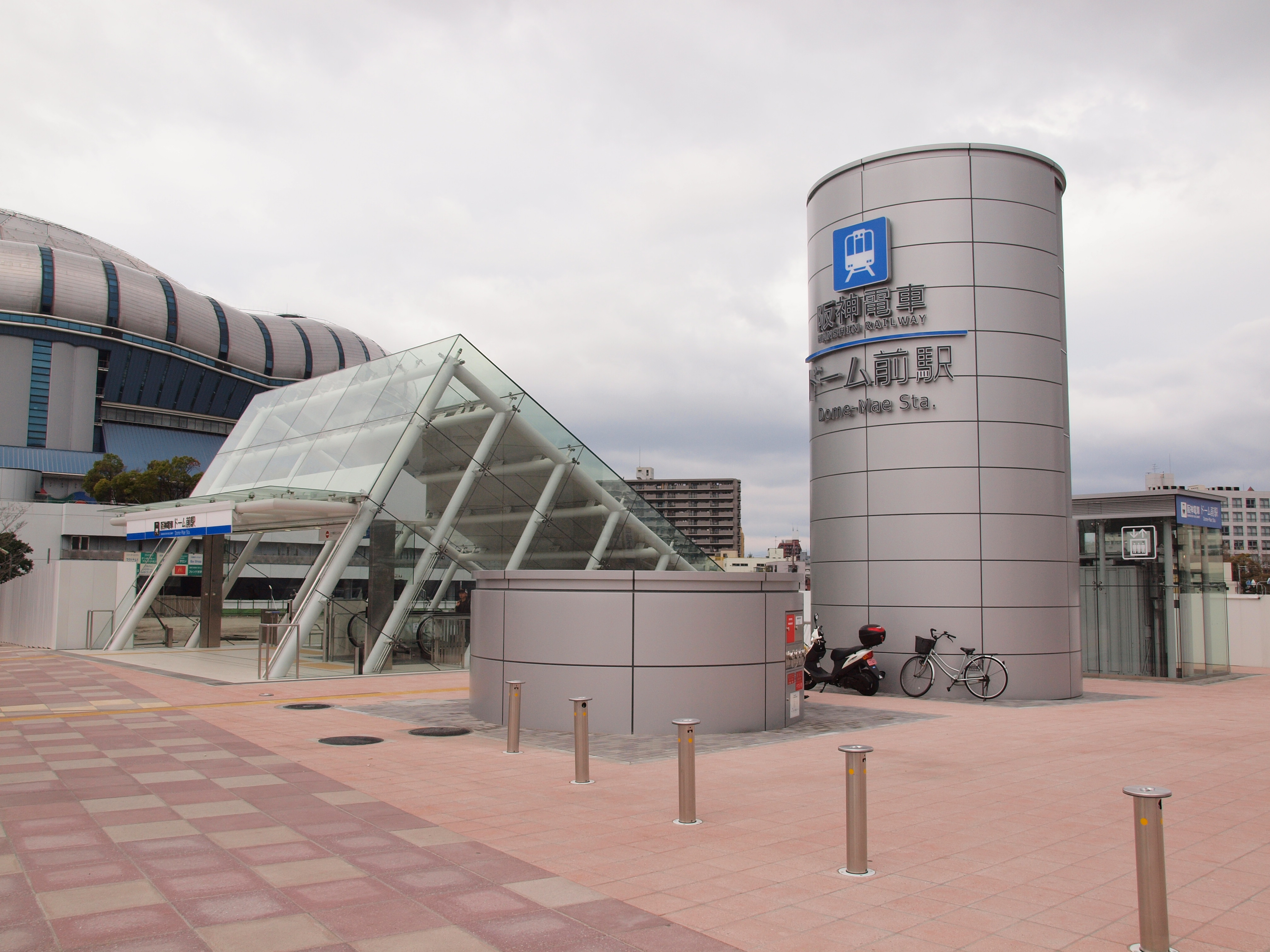
Esterno della stazione di Dome-mae

I treni sono classificati secondo quattro tipologie. Tuttavia di fatto i treni che circolano su questa linea sono solo due, ossia i locali e gli espressi rapidi, in quanto i Semi-Espressi regionali e i Semi-Espressi provengono dalla linea Kintetsu Nara, dove il loro schema di fermata è diversificato.
- Locale (普通?, futsū)

Attivo tutto il giorno, ferma in tutte le stazioni 
- Semi-Espresso regionale (区間準急?, kukan junkyū)  ("SEr")

Su questa linea ferma in tutte le stazioni
- Semi-Espresso (準急?, junkyū) ("SE")

Su questa linea ferma in tutte le stazioni
- Espresso rapido (快速急行?, kaisoku kyūkō) ("E")

Attivo tutto il giorno, salta le stazioni fra Amagasaki e Nishi-Kujō, e ferma nelle restanti

## Stazioni
Nella tabella sottostante vengono mostrati gli schemi delle fermate dei vari servizi. Se nella casella non è presente alcuna lettera, significa che il treno non ferma presso questa stazione.  
- ●: ferma
- ◎: ferma nelle ore di morbida dei giorni feriali (fino al 20 marzo 2012)

| Num.                                                                                           | Stazione                                                                                       | Distanza (km)                                                                                  | Distanza (km)                                                                                  | Tipo di servizio                                                                               | Tipo di servizio                                                                               | Collegamenti | Posizione                                                                                      | Posizione                                                                                      |
| Num.                                                                                           | Stazione                                                                                       | fra le stazioni                                                                                | totale                                                                                         | locali semi-espressi regionali semi-espressi                                                   | espressi rapidi                                                                                | Collegamenti | Posizione                                                                                      | Posizione                                                                                      |
| I treni Espressi Rapidi utilizzano la linea principale Hanshin verso la stazione di Sannomiya. | I treni Espressi Rapidi utilizzano la linea principale Hanshin verso la stazione di Sannomiya. | I treni Espressi Rapidi utilizzano la linea principale Hanshin verso la stazione di Sannomiya. | I treni Espressi Rapidi utilizzano la linea principale Hanshin verso la stazione di Sannomiya. | I treni Espressi Rapidi utilizzano la linea principale Hanshin verso la stazione di Sannomiya. | I treni Espressi Rapidi utilizzano la linea principale Hanshin verso la stazione di Sannomiya. | I treni Espressi Rapidi utilizzano la linea principale Hanshin verso la stazione di Sannomiya. | I treni Espressi Rapidi utilizzano la linea principale Hanshin verso la stazione di Sannomiya. | I treni Espressi Rapidi utilizzano la linea principale Hanshin verso la stazione di Sannomiya. |
| ---------------------------------------------------------------------------------------------- | ---------------------------------------------------------------------------------------------- | ---------------------------------------------------------------------------------------------- | ---------------------------------------------------------------------------------------------- | ---------------------------------------------------------------------------------------------- | ---------------------------------------------------------------------------------------------- | --- | ---------------------------------------------------------------------------------------------- | ---------------------------------------------------------------------------------------------- |
| HS 09                                                                                          | Amagasaki 尼崎                                                                                 | -                                                                                              | 0.0                                                                                            | ●                                                                                              | ●                                                                                              | Linea principale Hanshin | Amagasaki, Prefettura di Hyōgo 兵庫県尼崎市                                                    | Amagasaki, Prefettura di Hyōgo 兵庫県尼崎市                                                    |
| HS 08                                                                                          | Daimotsu 大物                                                                                  | 0.9                                                                                            | 0.9                                                                                            | ●                                                                                              |                                                                                                | Linea principale | Amagasaki, Prefettura di Hyōgo 兵庫県尼崎市                                                    | Amagasaki, Prefettura di Hyōgo 兵庫県尼崎市                                                    |
| HS 49                                                                                          | Dekijima 出来島                                                                                | 1.4                                                                                            | 2.3                                                                                            | ●                                                                                              |                                                                                                | | Nishiyodogawa-ku 西淀川区                                                                      | Osaka, Prefettura di Osaka 大阪府 大阪市                                                       |
| HS 48                                                                                          | Fuku 福                                                                                        | 1.0                                                                                            | 3.3                                                                                            | ●                                                                                              |                                                                                                | | Nishiyodogawa-ku 西淀川区                                                                      | Osaka, Prefettura di Osaka 大阪府 大阪市                                                       |
| HS 47                                                                                          | Dempō 伝法                                                                                     | 1.5                                                                                            | 4.8                                                                                            | ●                                                                                              |                                                                                                | | Konohana-ku 此花区                                                                             | Osaka, Prefettura di Osaka 大阪府 大阪市                                                       |
| HS 46                                                                                          | Chidoribashi 千鳥橋                                                                            | 0.7                                                                                            | 5.5                                                                                            | ●                                                                                              |                                                                                                | | Konohana-ku 此花区                                                                             | Osaka, Prefettura di Osaka 大阪府 大阪市                                                       |
| HS 45                                                                                          | Nishikujō 西九条                                                                               | 0.8                                                                                            | 6.3                                                                                            | ●                                                                                              | ●                                                                                              | ■ Linea Circolare di Ōsaka, ■ Linea Sakurajima | Konohana-ku 此花区                                                                             | Osaka, Prefettura di Osaka 大阪府 大阪市                                                       |
| HS 44                                                                                          | Kujō 九条                                                                                      | 1.3                                                                                            | 7.6                                                                                            | ●                                                                                              | ●                                                                                              | Metropolitana di Ōsaka: Linea Chūō (C14) | Nishi-ku 西区                                                                                  | Osaka, Prefettura di Osaka 大阪府 大阪市                                                       |
| HS 43                                                                                          | Dome-mae ドーム前                                                                              | 0.6                                                                                            | 8.2                                                                                            | ●                                                                                              | ●                                                                                              | Metropolitana di Ōsaka: Linea Nagahori Tsurumi-ryokuchi (N12) | Nishi-ku 西区                                                                                  | Osaka, Prefettura di Osaka 大阪府 大阪市                                                       |
| HS 42                                                                                          | Sakuragawa 桜川                                                                                | 0.8                                                                                            | 9.0                                                                                            | ●                                                                                              | ●                                                                                              | Metropolitana di Ōsaka: Linea Sennichimae (S15) Ferrovie Nankai: Linea Nankai Kōya (Stazione di Shiomibashi) (NK06-5) | Naniwa-ku 浪速（なにわ）区                                                                     | Osaka, Prefettura di Osaka 大阪府 大阪市                                                       |
| HS 41                                                                                          | Ōsaka Namba 大阪難波                                                                           | 1.1                                                                                            | 10.1                                                                                           | ●                                                                                              | ●                                                                                              | Metropolitana di Osaka: Linea Yotsubashi (Y15) Linea Midōsuji (M20) Linea Sennichimae (S16) Ferrovie Nankai: Linea principale Nankai (NK01) Linea Nankai Kōya (NK01) Ferrovie Kintetsu: Linea Kintetsu Namba (stazione di Ōsaka Namba：A01) JR West: Linea principale Kansai (Linea Yamatoji) alla stazione di Namba JR | Chūō-ku 中央区                                                                                 | Osaka, Prefettura di Osaka 大阪府 大阪市                                                       |
| I treni proseguono verso la stazione di Kintetsu Nara attraverso la linea Kintetsu Nara.       |                                                                                                |                                                                                                |                                                                                                |                                                                                                |                                                                                                | |                                                                                                |                                                                                                |